# Історія нафтогазовидобування на Близькому і Середньому Сході
Історія нафтогазовидобування на Близькому і Середньому Сході

## Загальний опис
Величезні прибутки, які давала нафтова галузь, і значні перспективи застосування нафтопродуктів на транспорті та в промисловості стимулювали інтенсивні пошуки нових потужних родовищ у країнах, де були численні свідчення про давній видобуток і застосування нафти. Серед територій, потенційно багатих на нафту, найбільшу увагу привертали Персія (Іран) та межиріччя Тигру і Євфрату (Ірак). Пошукові роботи на Середньому Сході розпочалися 1853 року, але протягом навдивовиж тривалого часу геологічні експедиції (здебільшого англійські) не мали успіху.
Відкриття великої перської (іранської) нафти пов'язано з ім'ям золотошукача В. Д'Арсі. Його капітали виникли на золотих рудниках Австралії. 1882 року брати Моргани відкрили золоте родовище у штаті Квінсленд, давши йому ім'я Маунт-Морган. Задля з'ясування глибини розповсюдження золотої жили Моргани заклали на схилі золотої гори штольню, яка не перетнулася із золотим покладом (довжину штольні помилково прийняли недостатньою, оскільки вважалося, що жила йде майже вертикально). Упевнені в наявності лише обмежених поверхневих покладів, брати Моргани 1886 р. продали родовище золотошукачеві В. Д'Арсі, який уже за три роки став найбагатшою людиною континенту. Він виїхав з Австралії й оселився в Лондоні.
Важко пояснити, з яких міркувань В. Д'Арсі, замість спокійного й розкішного життя серед фінансової еліти Британії, обрав ризиковані пошуки нафти в Персії й уклав у них усі свої капітали. 1900 року В. Д'Арсі розпочав буріння пошукових свердловин, а 1908 року було відкрите перше родовище Месджеде-Солейман, з якого починається історія близькосхідної нафти нового часу. В. Д'Арсі у багато разів окупив свої фінансові вкладення й залишився в історії людиною, якій двічі нечувано поталанило — бути власником найбагатшого австралійського рудника золота й найперспективнішого нафтового родовища світу, причому в обох випадках доводилося йти на величезні ризики. 1913 року став до ладу нафтопереробний завод в Абадані й збудовано нафтогін до нього. Наступного 1914 року розпочався експорт перської нафти.
Пошуки нафти на території сучасного Іраку велися з 1888 року, а перше родовище Нефтхан було відкрито 1923 року. Його промислова розробка розпочалася 1934 року, після завершення будівництва нафтогону, що поєднав район Кіркука з портами Середземного моря. Перше нафтове родовище Саудівської Аравії (Даммам) відкрито 1938 року. Сьогодні ця країна має найбільші запаси нафти у світі. Видобуток, переробку й транспортування близькосхідної нафти контролювали здебільшого британські та американські компанії, зокрема «Бритиш петролеум» («Anglo-Persian Oil Co.», а з 1954 року — «British Petroleum Corp.»), «Шелл» («Royal Dutch — Shell Group»), АРАМКО («Arabian American Oil Co.», як частина «Standard Oil Co.») та ін. Близькосхідний регіон разом з Іраном у другій половині XX столыття був основним експортером нафти, забезпечуючи цією сировиною значну частину світової економіки та транспорту (максимальні обсяги видобутку в цьому регіоні сягали до 40 % світових).

## Окремі країни

### Іран
Британська імперія використовувала наприкінці XIX століття здебільшого американську та азербайджанську нафту й наполегливо шукала багаті нафтові ресурси, які могла б контролювати самостійно. Маючи економічні й політичні сфери впливу в Персії, англійці вели пошуки нафти в цьому геологічно перспективному регіоні. Серед піонерів розвідки нафти на Середньому Сході слід згадати барона Пола фон Ройтера, засновника славнозвісної британської агенції новин «Ройтерз» (Reuters), який першим отримав від перського шаха дві концесії на розвідку та експлуатацію корисних копалин. На початку 1890-х років він організував буріння трьох свердловин, але нафти не знайшов. Наприкінці XIX століття концесії були скасовані, а ім'я Ройтера серед нафтовиків стало символом втрачених можливостей. Майже в той самий час до Персії прибула група французьких геологів, яким вдалося знайти ознаки нафти в районі Чіях-Сурха (Північно-Західна Персія), але в Парижі на їх доповідь не звернули достатньої уваги.
Власник двох перших (безуспішних) та третьої (успішної) концесії на видобуток перської нафти — Пол Ройтер і Вільям д'Арсі.
Відкриття великої перської (іранської) нафти пов'язано з ім'ям щасливого золотошукача Вільяма д'Арсі. Його капітали виникли на золотих рудниках Австралії. У 1882 р. австралійські старателі брати Моргани відкрили золоте родовище у штаті Квінсленд, давши йому ім'я Маунт-Морган. Задля з'ясування глибини розповсюдження золотої жили Моргани заклали на схилі «золотої гори» штольню, яка не перетнулася із золотим покладом (довжину штольні помилково прийняли недостатньою, оскільки вважали, що жила йде майже вертикально). Упевнені в наявності лише обмежених поверхневих покладів, брати Моргани у 1886 році продали родовище золотошукачеві д'Арсі, який уже за три роки став найбагатшою людиною континенту. Він виїхав з Австралії й оселився в Лондоні.
Важко пояснити, з яких міркувань Вільям д'Арсі, замість спокійного й розкішного життя серед фінансової еліти Британії, обрав ризиковані пошуки нафти в Персії й уклав у них усі свої капітали. У 1900 році д'Арсі розпочав геологічні розвідки (район Шуштера), а в 1901 року за посередництва Кітабчі-хана (європейці звали його Антуан Кітабджі) отримав від перського шаха Музафара аль-Діна з династії Каджарів монопольну концесію «на видобуток, розвідку, переробку, експорт і продаж природного газу та нафти… протягом 60 років». Усі підприємства концесії діяли згідно з британським законодавством і користувалися екстериторіальністю. Крім одноразової концесійної виплати (40 тис. фунтів стерлінгів) Персія отримувала 16 % прибутку концесії чи підприємств, створених на її основі. Багато років по тому історики назвуть цей договір несправедливим і навіть зрадницьким, проте слід пам'ятати, що підписували його тоді, коли жодних багатих родовищ у Персії ще не було відкрито, а майже 50-річні геологічні пошуки, що велися європейцями, так і не дали певних результатів.
Основні пошукові роботи в компанії д'Арсі вів досвідчений гірничий інженер Джордж Рейнолдс, почавши з Чіях-Сурх, проте перська нафта, ніби зачарована, не давалася людям. Довгих сім років буріння свердловин в перспективних (на думку геологів) районах фатально не давали нічого. Фінанси д'Арсі вичерпувалися, місцеві хани постійно вимагали грошей і подарунків, натякаючи, що буріння йде на їхніх землях, а концесія підписана без попередніх з ними узгоджень. У 1904 р. положення д'Арсі стало критичним і він за підтримки Британського Адміралтейства залучив до фінансування шотландську компанію «Burmah Oil». Не зважаючи на велику зацікавленість французів (Ротшильди) та політичні впливи Росії на Тегеран, концесія залишилась у Британії.
Навесні 1908 року було прийнято принципове рішення припинити пошуки, в успіх справи більше ніхто не вірив. Керівнику пошуків Рейнолдсу, який у цей час бурив свердловину неподалік давнього храму вогню, а нині — Мечеті Сулеймана, відправили відповідну телеграму, але він вирішив не припиняти робіт до отримання завіреного підписом листа. Мечеть Сулеймана знаходилася в районі Майдане-Нафтан (тобто нафтовий майдан або рівнина) у піденно-західній Персії, гірські породи тут були просякнуті нафтою, але на її великі скупчення потрапити ніяк не вдавалось. Вперше про цей район Рейнолдс довідався від Луїса Дейна, який укладав «Географічний довідник Перської затоки й навколишніх земель» і супроводжував лорда Керзона в подорожах Персією. Рейнолдс побував тут у 1904 році, а в 1906 року заклав тут свердловину.
26 травня 1908 року у районі Месджеде-Солейман (південно-західний Іран) свердловина на глибині близько 1000 м розкрила потужний нафтовий поклад і почала фонтанувати на висоту близько 15 метрів. Рейнолдс сповістив керівництво компанії про успіх лаконічною телеграмою: «Дивись псалом 103, вірш 15» (у Біблії там «і єлей від якого виблискує обличчя його…»). У Лондоні зрозуміли — це перемога.
З Месджеде-Солейман починається новітня історія багатої нафти Західної Азії. Вільям д'Арсі кількаразово окупив свої фінансові вкладення й залишився в історії людиною, якій двічі нечувано поталанило — він став власником найбагатшого австралійського золотого рудника й найперспективнішого нафтового родовища світу, причому в обох випадках йому довелося йти на величезні ризики.
У 1909 році за ініціативи Британського адміралтейства на базі концесії д'Арсі була створена «Англо-Перська нафтова компанія» (англ. Anglo-Persian Oil Company), яка з 1954 року отримала назву «Брітіш Петроліум» (англ. British Petroleum Company). Основні активи належали «Burmah Oil», яка з 1905 року фінансувала пошуки нафти, а д'Арсі став директором новоствореної компанії. Через п'ять років після заснування (напередодні Першої світової війни) 51 % акцій компанії викупив британський уряд (компанія стала державною), чому активно сприяв Перший Лорд Адміралтейства Вінстон Черчиль.
Перські нафтопродукти відразу були орієнтовані на експорт до Британії, тому ключовими факторами становлення нафтової індустрії стало прокладення трубопроводів від виявлених родовищ до найближчого порту в Перській затоці — міста Абадан, а також будівництво там нафтопереробного заводу (морські перевезення нафтопродуктів вочевидь більш вигідні, ніж сирої нафти). У 1913 році розпочав роботу завод в Абадані, який з часом став найбільшим нафтопереробним заводом світу. Наступного 1914 року розпочався експорт перських нафтопродуктів до Британії.
Проблеми морського транспортування нафти та продуктів її переробки потребували свого вирішення. Бочки, в яких вона перевозилась, займали багато місця, вимагали дуже ретельного закріплення, іноді розбивалися й давали течу. Саме тому на Каспії на замовлення компанії «БраНобель» з'явився перший залізний танкер-пароплав «Зороастр».
Цю ідею плідно розвинули англійські підприємці брати Маркус і Сем Самуель. Розуміючи потреби і масштаби світового руху нафтопродуктів вони створили цілий флот танкерів-пароплавів для транспортування нафти й гасу наливним способом. Серед інших перевезень компанія здійснювала й транспорт бакинського гасу Суецьким каналом в Азію (з 1892 р.). Перший танкер компанії, славнозвісний «Мюрекс» розпочав революцію в світовому бізнесі нафтоперевезень, оскільки радикально зменшив їх вартість за рахунок збільшення об'ємів.
«Танкерний синдикат» Самуелів у 1897 р. перейменували в «Шелл Транспорт енд Трейдінг», а після злиття з голландською нафтовою компанією «Ройял Датч Петролеум» (займалася нафтовидобутком на Борнео і Суматрі; Слово «Royal» у назві компанії означає, що вона нагороджена почесним королівським титулом «Koninklijk», яким відзначаються компанії національної важливості для Нідерландів) у 1907 році утворилася славнозвісна «Ройял Датч Шелл» (англ. Royal Dutch Shell). Значною мірою саме завдяки її діяльності нафтові скарби Середнього Сходу вдалося зв'язати ефективним морським сполученням із споживачами в різних частинах світу. Крім того, помітна роль цієї компанії в історії розвитку нафтопереробки (бензин, моторні мастила й перші системи автозаправок) та в освоєнні нафтових родовищ Східної Азії та Месопотамії (Межиріччя).

### Ірак
Наприкінці XIX століття територія Межиріччя входила до складу Османської імперії. Молодий інженер-нафтовик, випускник Лондонського королівського коледжу і дослідник бакинських нафтових промислів Галуст Гюльбенкян (опублікував «Історію розвитку нафтовидобування на Кавказі», 1891 р.) був запрошений урядом Туреччини для дослідження нафтових родовищ Межиріччя. Позитивні прогнози щодо іракської нафти дав ще 1901 рік. Вільям д'Арсі, який у пошуках нафти вивчав місця розташування храмів бога вогню Ормузда. Вогнепоклонники підпалювали поверхневі виходи нафти й газу і саме в цих місцевостях «вічних вогнів» споруджували свої храми. Є свідчення, що д'Арсі знаходив виходи нафти в районі Мосула (Північний Ірак). У 1902 році геологічні пошуки підтвердили наявність нафти між Мосулом і Багдадом, проте точні місця розташування й потужність родовищ не були визначені. Апологетом і рушієм пошуків та видобутку іракської нафти став Г. Гюльбенкян, який за негласної підтримки бакинського нафтового магната О. Манташева, придбав близько 30 % акцій Турецького національного банку.
Ідеолог освоєння нафтових родовищ Межиріччя — турецький і британський фінансист, нафтовий підприємець Г. Гюльбенкян.
У 1907 році він взяв участь у створенні «Ройял Датч Шелл», орієнтуючу цю потужну компанію на розробки нафти в Османській імперії (у долині Тигру та Євфрату). За ініціативою Гюльбенкяна у 1911 році була створена «Турецька нафтова компанія» (акції поділені між Турецьким національним банком, «Англо-Перською нафтовою компанією», «Ройял Датч Шелл» і «Німецьким Банком» (Deutsche Bank)). Г. Гюльбенкян отримав 5 % і своє уславлене прізвисько — «містер 5 %».
Проте в розподіл близькосхідної нафти втрутився ще один потужний гравець. У 1899 році османський уряд дав німецькій групі фінансистів і промисловців (під проводом Deutsche Bank) концесію на будівництво територією імперії залізниці Берлін — Багдад, перша ділянка якої (Стамбул — Анатолія) була ще раніше збудована німцями. У 1912 р. «Німецький Банк» домовився про концесію, що надавала «Багдадській залізничній компанії» повні права на всю нафту та інші корисні копалини у смузі відчуження шириною 20 км з обох боків вздовж залізниці. Вона досягла на той час Мосула й спрямовувалась на Багдад по потенційно найбагатшим нафтовим районам. Ефективно працююча німецька залізниця ставала суходільною альтернативою морським перевезенням багатої нафти Середнього Сходу, а Німеччина — провідним економічним партнером величезних територій мусульманського світу. Цього не могла допустити Британія без втрати свого світового домінування. Російська імперія інтригувала одночасно і проти Німеччини, і проти Британії.
Крім того, технічний прогрес у військовому суднобудуванні майже повністю перевів флот на мазут, що забезпечувало збільшення швидкісних характеристик та військової потуги кораблів при менших розмірах і витратах. Таким чином, контроль нафтопродуктів ставав не лише питанням великого прибуткового бізнесу, але значною мірою визначав обороноздатність країн.
Перша світова війна призвела до значних територіальних і економічних змін у близькосхідному регіоні. Поразка Німеччини, Австро-Угорщини й Османської імперії забезпечила Великій Британії повне домінування на Середньому сході. Велика залізнична магістраль, збудована Німеччиною, активно нищилась диверсійними загонами Антанти в роки війни, а пізніше її південно-східна частина була повністю занедбана й зруйнована. У 1917 році англійські війська ввійшли в Багдад і Мосул, у 1921 році під протекторатом Британії були утворені королівства Ірак і Кувейт, які надали англійцям вагомі преференції в нафтовидобуванні. За ініціативою «Талейрана нафтової дипломатії» Г. Гюльбенкяна була заснована «Іракська нафтова компанія» (англ. Iraq Petroleum Company), яка взяла на себе контроль за пошуками, видобутком і переробкою іракської нафти. Акції отримали Anglo-Persian Oil Company, Royal Dutch Shell Group, Compagnie Francaise des Petroles и Near East Development Corporation (Гюльбенкян отримав незмінні 5 %). Таким чином німецьку частину колишньої «Турецької нафтової компанії» отримала Франція. У 1925 році англійські й американські геологи розпочали системні пошукові роботи в Іраку. У 1927 році було відкрите величезне нафтове родовище в районі Баба-Гур-Гур у шести милях від міста Кіркук (Північний Ірак). З давніх часів це місце називали «палаючими вогневими печами», оскільки з-під землі тут виходив газ, який час від часу палав. У 1934 році розпочався експорт нафти з Кіркука, а «Іракська нафтова компанія» перевела свою штаб-квартиру в це місто. Нафтовидобування забезпечило десятки тисяч нових робочих місць і активне заселення Кіркука та прилеглих територій.

### Кувейт
У 1934 році шейх Кувейту Ахмад аль-Джабер ас-Салах видав концесію на видобуток і переробку поки що не знайденої нафти «Англо-Перській нафтовій компанії» та американській «Ґалф Ойл» (англ. Gulf Oil), які на паритетних засадах (по 50 % акцій) утворили «Кувейтську нафтову компанію». У 1936 році почалися пошукові буріння свердловин, а 22 лютого 1938 року у південній частині Кувейту в 20 км від Перської затоки було відкрито потужне родовище Бурган (нафтовий фонтан сягав висоти 18 м). У 1940-х роках у продовження Бурганської нафтової структури було виявлено ще два родовища — Ахмаді та Магва, що утворюють Великий Бурган. Загальні запаси оцінюються в 10 млрд т. Нафта Кувейту — найдешевша в світі. Середня продуктивність нафтових свердловин у Кувейті виявилася в сотні разів більшою, ніж на родовищах США. Крім того близькість до порту мінімізувала транспортні видатки. Протягом тридцяти років (1946—1976) з Кувейту до Європи було вивезено понад 1,7 млрд тонн нафти.

### Саудівська Аравія
Вражаючими за кількістю та продуктивністю нафтових родовищ виявилися надра Аравійського півострова. У 1923 році Абдул Азіз аль Сауд, перший король аравійської держави, яка лише формувалася, віддячуючи Британії за допомогу у боротьбі з Османською імперією та її ставлениками, надав концесію на пошуки та експлуатацію корисних копалин Лондонському синдикату в особі новозеландського гірничого інженера й підприємця Френка Холмса, який «фанатично вірував» у багату нафту Аравії й брався довести її існування своїм життям. На жаль, попри всі заохочення і преференції, не вдалося знайти жодної нафтової компанії, яка б ризикнула інвестувати в системні пошуки нафти в неспокійній аравійській пустелі тих років.
Проте Френк Холмс не здавався. Він оселився на острові Бахрейн, оскільки чув про «нафтові калюжі», які іноді знаходили там. Підприємець звернувся до багатьох британських і американських кампаній, зацікавивши лише «Ґалф Ойл» (англ. Gulf Oil), яка поступилася правами на недосліджений Бахрейн компанії Standard Oil of California («дочці» славнозвісної «Стандарт ойл»). Після складних міждержавних перемовин, Британія дозволила пошуки нафти американській компанії в зоні свого контролю. У 1931 році американські геологи Фред Девіс, Берт Міллер і Крег Генрі розпочали розвідки, а наступного року було відкрите перше родовище Бахрейну. За наполегливим підприємцем Френком Холмсом закріпилося арабське прізвисько «Абу аль-Нафт» (укр. «Батько нафти»), яке він багато разів підтвердив як представник шейха Кувейту в «Кувейтській нафтовій компанії». За іронією долі аравійська нафта була відкрита не на фантастично багатих материкових територіях, прилеглих до Перської затоки, а на островах архіпелагу Бахрейн, де родовища були не такі значні.
Перші обґрунтовані прогнози щодо можливих нафтових родовищ в аравійській Ель-Хасі дав американський гірничий інженер Твітчелл, який на запрошення короля шукав у піщаній пустелі в північно-східній частині Аравійського півострова підземні води. У 1933 році після тривалих негоціацій король Абдул Азіз аль Сауд надав концесію «Стандарт ойл Каліфорнія» на пошуки й розробку нафти в Саудівській Аравії (строк дії концесії — 60 років, територія — 360 тис. кв. миль).
Геологи Б. Міллер і К. Генрі перебралися з Бахрейну на материк, із США разом з іншими спеціалістами було доставлене усе мінімально необхідне (місця розвідок не мали транспорту, доріг, електрики і навіть води, з пошуків якої розпочались роботи). Базувалася геологічна партія в Ель-Джубейлі, мешканці якого заробляли на життя добуванням перлів. Рибальське селище Даммам, поблизу пагорба Джебель Дахран було другою «базою» нафтошукачів. Перша свердловина «Даммам-1» була закладена у квітні 1935 року і через сім місяців на глибині близько 600 м (аналогічно з бахрейнськими родовищами) дала газ і ознаки нафти. Вихід з ладу обладнання призвів до цементації свердловини й початку буріння нової. На глибині 663 м (рівень бахрейнської зони) «Даммам-2» дала першу нафту, про що повідомила «Standard Oil of California» у своєму бюлетені за 1936 рік.
Обнадійливі результати призвели до рішення компанії бурити ще три свердловини. Із Сан-Франциско надійшло нове бурильне обладнання та збірні будинки для геологів і бурильників. Було прийняте історичне рішення бурити на значні глибини (понад 1000 м). Не зважаючи на усі прийняті заходи, свердловини одна за одною терпіли невдачі: давали незначну кількість нафти з водою, або саму тільки воду, або були повністю сухі. Поховані в аравійській пустелі мільйони доларів ставили американську компанію на грань банкрутства, надія знайти багату нафту зникала навіть у найбільших оптимістів.
Сьома свердловина «Даммам-7», закладена в грудні 1936 року, постійно втрачала обладнання, йшла з простоями й ремонтами. На рівні 600—700 м (бахрейнський шар) нафти не виявили. На глибині понад 1000 м з'явилися перші ознаки нафти, проте керівника робіт Макса Штейнеке відізвали до Сан-Франциско з наміром завершувати безплідні пошуки. Треба віддати належне інженеру М. Штейнеке, який зумів переконати керівництво в необхідності більш глибокого буріння. На глибині 1440 м свердловина «Д-7» дала нафту, яка з часом стала активно прибувати. Ця свердловина виявилася унікальною, оскільки давала багату нафту протягом кількох десятиріч (нафта в цьому місці повністю не вичерпана й зараз). «Мати свердловин» (так звуть її в Аравії) дала понад 32 млн барелів нафти. Перші свердловини (Даммам 1–6), поглиблені на новий продуктивний рівень (названий аравійським), теж дали «багатий врожай». Таким чином у 1938 році велика нафта Саудівської Аравії була відкрита на родовищі Даммам, а для її розробки створена California Arabian Standard Oil Company (Casoc), яка внаслідок багатьох угод з американськими партнерами трансформувалася у 1944 році в Arabian-American Oil Company (Aramco), а пізніше, шляхом поступового викупу акцій урядом Саудівської Аравії перетворилася на державну компанію Saudi Aramco (1988 р.).
Навесні 1939 року Король Абдул Азіз аль Сауд у супроводі двотисячної світи прибув у Дахран (тоді в основному наметове містечко), з якого вже був протягнений нафтогін до мису Таннура, де першу нафту очікував американський танкер. Як зазначав очевидець урочистого відкриття родовища: «Король впевнено протягнув свою велетенську руку до вентиля нафтопроводу й рішуче його обернув». Цим був започаткований експорт арабської нафти і майбутня могутність Саудівської Аравії.
Друга світова війна показала справжню «ціну нафти», як найважливішого стратегічного ресурсу ведення ефективних бойових дій. Наприкінці 1943 року американський уряд відрядив до Саудівської Аравії славнозвісного вченого, винахідника і підприємця, «геолога від Бога» — Еверетта Лі Де Гольєра. Це він у 1910 році вказав місце легендарної свердловини «Потреро дель Лляно», що давала 110 тис. барелів на добу й відкрила «золоту еру» мексиканської нафти. Він був піонером застосування геофізичних методів у геології й винахідником багатьох із них. Він наприкінці 1930-х років заклав першу консалтингову фірму з оцінки запасів і вартості нафтових родовищ, що було конче потрібне фінансовому світу. Його завданням було оцінити нафтовий потенціал Аравійського півострова та інших країн Перської затоки.
Місяць натхненної роботи з сейсмографами й іншими приладами на вже відкритих і прогнозованих родовищах дозволили вченому зробити відкриття надзвичайної геополітичної ваги. Після складної й небезпечної зворотної дороги у Вашингтон, прямо з літака Де Гольєра запросили до Білого Дому, де він повідомив наступне: «Ви чекаєте від мене оцінки і я дам вам її. І дам вам оцінку найбільш скромну, оцінку по нижній межі. Під пісками Саудівської Аравії лежить щонайменш 25 мільярдів барелів нафти» (до цього прогнозували 70 млн барелів). Але геолог розкрив не тільки мінімальний потенціал, а й найбільш імовірний — 300 млрд барелів у регіоні та 100 млрд у Саудівській Аравії. «Світовий центр видобутку нафти переміщується з Карибського басейну і США на Близький Схід, у район Перської затоки», — зробив невтішний (для американської еліти) висновок Де Гольєр. Час підтвердив правильність цього висновку, а виявлені з часом запаси нафти країн Перської затоки навіть перевершили сміливі прогнози Де Гольєра.
На мові нафтовиків гігантське нафтове родовище називають «слоном». Саудівська Аравія подарувала світу найбільшого «слона» в історії нафтовидобування — родовище Аль-Гавар (англ. Al-Ghawar). У 1948 році у північній частині антикліналі Харад структурно-картувальною свердловиною компанії «Арамко» (англ. Arabian-American Oil Company) була отримана нафта з глибини 1860 метрів. Південна частина родовища була відкрита за результатами геологічної зйомки американським геологом Ернстом Бергом у 1949 році. Родовище розробляється з 1951 року Його гігантські розміри — 280 на 30 км призвели до поділу на 6 продуктивних зон з півночі на південь: Fazran, Ain Dar, Shedgum, Uthmaniyah, Haradh та Hawiyah. Запаси нафти оцінюють до 12 млрд т, пік видобутку досягнуто у 1981 році — 5,7 млн барелів у день.
У 1950-1960-х роках нові відкриття ще більш зміцнили позиції Саудівської Аравії. Найбільші родовища отримали символічні назви, пов'язані з правлячою династією: Ghawar (король), Abqaiq (королева), Safaniya (друга дружина), Berri (великий візир) і ще з десяток вельможних осіб нижче рангом. Проте ця улеслива політика не змінила зростаючих вимог саудитів і 30 грудня 1950 року після складних перемовин «Арамко» і Саудівська Аравія підписали нову угоду з розподілом прибутків «50 на 50».

## ОПЕК
Для стабілізації цін на нафту й узгодження інтересів нафтових держав і видобувних корпорацій у 1960 році на Багдадській конференції була створена Організація країн-експортерів нафти — ОПЕК (англ. The Organization of the Petroleum Exporting Countries) до якої спершу увійшли Іран, Ірак, Кувейт, Саудівська Аравія й Венесуела (остання першою домоглася розподілу прибутків між державою та корпораціями «50 на 50»). Зараз організація включає 14 країн.
17 жовтня 1973 року розпочалася сумнозвісна світова нафтова криза, коли ОПЕК впровадив ембарго на постачання нафти до США та їх європейських союзників, які підтримали Ізраїль у війні з Сирією та Єгиптом. Упродовж наступного року ціна на нафту збільшилася із трьох до дванадцяти доларів за барель. Країнам Спільного ринку прийшлось шукати компроміс з арабським світом, йти на поступки й одночасно посилювати експорт нафти з СРСР. Нафтова криза розкрила істинні масштаби залежності розвинених країн від нафти, посилила позиції ОПЕК і сприяла збагаченню країн-експортерів. Боротьба великих комерційних інтересів, геополітичних стратегій і світоглядних ідей протягом XX століття значною мірою спиралися на фактор нафти Середнього Сходу.